# المصابحية (سيدي محمد لحمر)
المصابحية هو دُوَّار يقع بجماعة سيدي محمد لحمر، إقليم القنيطرة، جهة الرباط سلا القنيطرة في المملكة المغربية. ينتمي الدوّار لمشيخة سيدي محمد لحمر التي تضم 16 دوار. يقدر عدد سكانه بـ 308 نسمة حسب الإحصاء الرسمي للسكان والسكنى لسنة 2004.

## روابط خارجية
- البوابة الوطنية للجماعات الترابية
- المندوبية السامية للتخطيط